# Bancarella-díj
A Bancarella-díj (Premio Bancarella) 1953-ban, Olaszországban alapított irodalmi díj. A díjat Pontremoli városában adják át minden évben, július harmadik hétévégéjén.
A díjat odaítélő bizottság kiválaszt hat könyvet (Premio Selezione Bancarella), majd a könyvkereskedések döntik el, melyik legyen a nyertes mű.

## Díjazottak
| Év   | Szerző                           | Olasz cím                                      | Magyar cím                            |
| ---- | -------------------------------- | ---------------------------------------------- | ------------------------------------- |
| 1953 | Ernest Hemingway                 | Il vecchio e il mare                           | Az öreg halász és a tenger            |
| 1954 | Giovannino Guareschi             | Don Camillo e il suo gregge                    | Don Camillo kisvilága                 |
| 1955 | Hervé Le Boterf                  | Lo Spretato                                    |                                       |
| 1956 | Han Szü-jin                      | L'amore è una cosa meravigliosa                |                                       |
| 1957 | Werner Keller                    | La Bibbia aveva ragione                        |                                       |
| 1958 | Borisz Leonyidovics Paszternak   | Dottor Zivago                                  | Zsivago doktor                        |
| 1959 | Heinrich Gerlac                  | L'armata tradita                               |                                       |
| 1960 | Bonaventura Tecchi               | Gli egoisti                                    |                                       |
| 1961 | André Schwarz-Bart               | L'ultimo dei giusti                            | Igazak ivadéka                        |
| 1962 | Cornelius Ryan                   | Il giorno più lungo                            | A leghosszabb nap                     |
| 1963 | Paolo Caccia Dominioni           | Alamein 1933–1962                              |                                       |
| 1964 | Giulio Bedeschi                  | Centomila gavette di ghiaccio                  |                                       |
| 1965 | Luigi Preti                      | Giovinezza, giovinezza                         | Ifjú lélek, ifjú lélek...             |
| 1966 | Vincenzo Pappalettera            | Tu passerai per il camino                      |                                       |
| 1967 | Indro Montanelli Roberto Gervaso | L'Italia dei Comuni                            |                                       |
| 1968 | Isaac Bashevis Singer            | La famiglia Moskat                             | A Moszkát család                      |
| 1969 | Peter Kolosimo                   | Non è terrestre                                |                                       |
| 1970 | Oriana Fallaci                   | Niente e così sia                              |                                       |
| 1971 | Enzo Biagi                       | Testimone del tempo                            |                                       |
| 1972 | Alberto Bevilacqua               | Il viaggio misterioso                          |                                       |
| 1973 | Roberto Gervaso                  | Cagliostro                                     |                                       |
| 1974 | Giuseppe Berto                   | Oh! Serafina                                   | Ó, Serafina!                          |
| 1975 | Susanna Agnelli                  | Vestivamo alla marinara                        |                                       |
| 1976 | Carlo Cassola                    | L'antagonista                                  |                                       |
| 1977 | Giorgio Saviane                  | Eutanasia di un amore                          |                                       |
| 1978 | Alex Haley                       | Radici                                         | Gyökerek                              |
| 1979 | Massimo Grillandi                | La contessa di Castiglione                     |                                       |
| 1980 | Maurice Denuziere                | Luisiana                                       |                                       |
| 1981 | Sergio Zavoli                    | Socialista di Dio                              |                                       |
| 1982 | Gary Jennings                    | L'Azteco                                       |                                       |
| 1983 | Renato Barneschi                 | Vita e morte di Mafalda di Savoia a Buchenwald |                                       |
| 1984 | Luciano De Crescenzo             | Storia della filosofia greca - I Presocratici  | A görög filozófia rendhagyó története |
| 1985 | Giulio Andreotti                 | Visti da vicino (3^ serie)                     |                                       |
| 1986 | Pasquale Festa Campanile         | La strega innamorata                           | A szerelmes boszorkány                |
| 1987 | Enzo Biagi                       | Il boss è solo                                 |                                       |
| 1988 | Cesare Marchi                    | Grandi peccatori, grandi cattedrali            |                                       |
| 1989 | Umberto Eco                      | Il pendolo di Foucault                         | A Foucault-inga                       |
| 1990 | Vittorio Sgarbi                  | Davanti all'immagine                           |                                       |
| 1991 | Antonio Spinosa                  | Vittorio Emanuele II. L'astuzia di un re       |                                       |
| 1992 | Alberto Bevilacqua               | I sensi incantati                              |                                       |
| 1993 | Carmen Covito                    | La bruttina stagionata                         |                                       |
| 1994 | John Grisham                     | Il cliente                                     | Az ügyfél                             |
| 1995 | Jostein Gaarder                  | Il mondo di Sofia                              | Sofie világa                          |
| 1996 | Stefano Zecchi                   | Sensualità                                     |                                       |
| 1997 | Giampaolo Pansa                  | I nostri giorni proibiti                       |                                       |
| 1998 | II. Paco Ignacio Taibo           | Senza perdere la tenerezza                     |                                       |
| 1999 | Ken Follett                      | Il martello dell'Eden                          | Az éden kalapácsa                     |
| 2000 | Michael Connelly                 | Il ragno                                       | Angyaljárat                           |
| 2001 | Andrea Camilleri                 | La gita a Tindari                              |                                       |
| 2002 | Federico Audisio                 | L'uomo che curava con i fiori                  |                                       |
| 2003 | Alessandra Appiano               | Amiche di salvataggio                          |                                       |
| 2004 | Bruno Vespa                      | Il cavaliere e il professore                   |                                       |
| 2005 | Gianrico Carofiglio              | Il passato è una terra straniera               |                                       |
| 2006 | Andrea Vitali                    | La figlia del podestà                          |                                       |
| 2007 | Frank Schätzing                  | Il diavolo nella cattedrale                    | Az ördög temploma                     |
| 2008 | Valerio Massimo Manfredi         | L'armata perduta                               | Démoni suttogás                       |
| 2009 | Donato Carrisi                   | Il Suggeritore                                 |                                       |
| 2010 | Elizabeth Strout                 | Olive Kitteridge                               | Kisvárosi életek                      |
| 2011 | Mauro Corona                     | La Fine del Mondo Storto                       |                                       |
| 2012 | Marcello Simoni                  | Il mercante di libri maledetti                 |                                       |
| 2013 | Anna Premoli                     | Ti prego lasciati odiare                       |                                       |
| 2014 | Michela Marzano                  | L'amore è tutto                                |                                       |
| 2015 | Sara Rattaro                     | Niente è come te                               |                                       |
| 2016 | Margherita Oggero                | La ragazza di fronte                           |                                       |
| 2017 | Matteo Strukul                   | I Medici. Una dinastia al potere               |                                       |
| 2018 | Dolores Redondo                  | Tutto questo ti darò                           |                                       |
| 2019 | Alessia Gazzola                  | Il ladro gentiluomo                            |                                       |
| 2020 | Angela Marsons                   | Le verità sepolte                              |                                       |
| 2021 | Ema Stokholma                    | Per il mio bene                                |                                       |
| 2022 | Stefania Auci                    | L'inverno dei leon                             |                                       |
| 2023 | Francesca Giannone               | La portalettere                                |                                       |
| 2024 | Aurora Tamigio                   | Il cognome delle donne                         |                                       |

## Egyéb díjak
Egyéb díjak a Bancarella-díj mellett: Bancarellino-díj (Premio Bancarellino) és Bancarella Sport-díj (Premio Bancarella Sport).